# Go WEST よーいドン!
『go WEST よーいドン!』（ゴー・ウエスト・よーいドン!）は、ジャニーズWESTのアルバム。1枚目のスタジオ・アルバムとして、2014年8月6日にジャニーズ・エンタテイメントから発売。

## 概要
通常盤と初回限定盤の2形態で発売。通常盤にはボーナストラック、初回限定盤にはDVDが付属。

## チャート成績
今作『go WEST よーいドン!』は2014年8月18日付週間アルバムランキングで、初動8.3万枚を売り上げて初登場1位を獲得した。1stアルバムでの首位は、2013年11月25日付でGENERATIONS from EXILE TRIBEの『GENERATIONS』以来となった。

## 収録内容

### CD
※は通常盤のみ収録。
1. ええじゃないか※
作詞：岩崎貴文・mildsalt、作曲：岩崎貴文、編曲：CHOKKAKU
  - 1stシングル
2. Summer Dreamer [4:43]
作詞：Komei Kobayashi、作曲：Pessi Levanto・MiNE、編曲：鈴木雅也
3. 粉もん [4:16]
作詞・作曲：corin. 編曲：鈴木雅也
4. Wake up! [4:03]
作詞：ケリー、作曲・編曲：Peter Nord・Mats Larsson
5. LET'S GO WEST 〜K A N S A I !!〜 [2:53]
作詞：森月キャス・kenko-p、作曲・編曲：Peter Nord・Mats Larsson
6. P&P※
作詞：Madoka、作曲・編曲：Peter Nord・Mats Larsson
タイトルは「Perfect & Peak」の略。
7. Break Out! [3:18]
作詞：KOMU、作曲：加藤裕介、編曲：山路一志
8. Criminal [4:11]
作詞：zopp、作曲：CHOKKAKU・Takuya Harada・Joakim Bjornberg・Christofer Erixon、編曲：CHOKKAKU
9. ちゃうねんっ!! [4:57]
作詞・作曲：Kohei Yokono・ULO、編曲：Kohei Yokono
10. バンバンッ!! [5:00]
作詞：KOMU、作曲：浅利進吾、編曲：鈴木雅也
11. Ole Ole Carnival!※
作詞・作曲・編曲：Shusui / ha-j
12. 浪速一等賞! [3:49]
作詞：ケリー・浅利進吾、作曲：浅利進吾、編曲：ha-j
  - 1stシングル通常盤カップリング
13. その先へ… [5:01]
作詞：Shusui、作曲：Shusui・本山清治、編曲：丸山真由子
  - 1stシングル通常盤カップリング
  - 重岡大毅・濱田崇裕・神山智洋出演 日本テレビドラマ「SHARK 〜2nd Season〜」主題歌
14. バンザイ夢マンサイ!※
作詞：zopp、作曲：川口 進・Joakim Bjornberg・Christofer Erixon、編曲：CHOKKAKU
  - 1stシングル初回盤・通常盤カップリング
  - 関西ジャニーズJr.主演 映画『忍ジャニ参上! 未来への戦い』主題歌

### DVD
※初回限定盤のみ
1. go WEST いくで!
2. 「バンザイ夢マンサイ!」Music Clip & Making
3. 「ええじゃないか」Music Clip Dance Ver.

## テレビ出演
Summer Dreamer
- 『ザ少年倶楽部』（2014年9月10日、NHK BSプレミアム）
重岡が「モモコのOH!ソレ!み〜よ!」の収録の為、6人で披露

粉もん
- 『ザ少年倶楽部』（2014年10月22日、NHK BSプレミアム）

LET'S GO WEST 〜K A N S A I !!
- 『ザ少年倶楽部』（2014年7月2日、NHK BSプレミアム）
重岡が「モモコのOH!ソレ!み〜よ!」の収録の為、6人で披露
- 『ザ少年倶楽部』（2017年11月3日、NHK BSプレミアム）
桐山が舞台「アマデウス」の為、6人で披露

P&P
- 『ザ少年倶楽部』（2014年7月2日、NHK BSプレミアム）
重岡が「モモコのOH!ソレ!み〜よ!」の収録の為、6人で披露

Break Out!
- 『ザ少年倶楽部』（2014年8月13日、NHK BSプレミアム）
テレビ初披露

Criminal
- 『ザ少年倶楽部』（2015年8月12日、NHK BSプレミアム）
テレビ初披露

Ole Ole Carnival!
- 『ザ少年倶楽部』（2014年9月3日、NHK BSプレミアム）
重岡が「モモコのOH!ソレ!み〜よ!」の収録の為、6人で披露
- 『ザ少年倶楽部』（2018年7月13日、NHK BSプレミアム）
桐山が舞台「音楽劇 マリウス」の為、6人で披露